# Agence de presse Meurisse

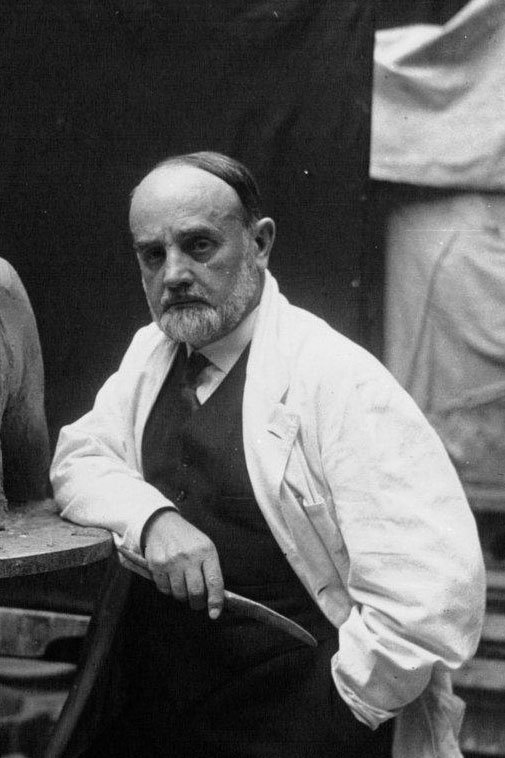
François Cogné en 1931, détail d'une photographie de l'agence Meurisse montrant l'artiste à côté d'un buste de Clemenceau.

Pour les articles homonymes, voir Meurisse.
L'agence Meurisse est une agence de presse française créée en 1909 par le photographe Louis Meurisse et ayant produit plus de 205 000 clichés.

## Historique
Le photographe Louis Meurisse fonde son agence photographique en 1904 (Agence Rapid, au 9, faubourg Montmartre), qui deviendra l’Agence Meurisse en 1909 ; l'agence Meurisse alors spécialisée dans la photographie fusionne en 1937 avec l'agence Rol et Mondial Photo Presse pour former l'agence SAFARA (Service des agences françaises d’actualités et de reportages associés) ; fusionnant en 1945 avec Monde et Caméra puis Sciences-Film, le fonds est revendu en 1961 à la Bibliothèque nationale de France.